# Agathis lenticula
Agathis lenticula ist eine Pflanzenart aus der Familie der Araukariengewächse (Araucariaceae). Sie kommt endemisch auf der Insel Borneo vor.

## Beschreibung
Agathis lenticula wächst als immergrüner Baum, der Wuchshöhen von bis zu 45 Metern erreichen kann. Junge Bäume haben eine schuppige Borke. Altbäume haben eine grauweiße, mit zahlreichen Lentizellen versehene Borke, die in unregelmäßig geformten Platten abblättert. Die innere Rinde ist rötlich braun und das Harz ist weiß.
Junge Blätter stehen an einem kurzen Blattstiel und sind bei einer Länge von bis zu 10 Zentimetern und einer Breite von etwa 4,4 Zentimetern rund bis zugespitzt geformt. Ältere Blätter haben ebenfalls einen kurzen Blattstiel und sind bei einer Länge von 5 bis 7 Zentimetern und einer Breite von 1,8 bis 2,4 Zentimetern linsenförmig geformt. Die Blattspitze ist spitz zulaufend und die Blattunterseite ist blaugrün gefärbt.
Die männlichen Blütenzapfen haben einen bis zu 0,6 Zentimeter langen Stiel und sind bei einer Länge von bis zu 4 Zentimetern und einer Dicke von rund 1 Zentimeter zylindrisch geformt. Die halb-elliptischen weiblichen Zapfen werden etwa 2,8 Zentimeter lang und zwischen 4 und 4,5 Zentimeter dick.

## Verbreitung und Standort
Das natürliche Verbreitungsgebiet von Agathis lenticula liegt in dem zu Malaysia gehörenden Teil der Insel Borneo. Es umfasst dort den im Bundesstaat Sabah gelegenen Berg Kinabalu und die Crocker Range sowie den im Bundesstaat Sarawak gelegenen Berg Gunung Murud. Möglicherweise gibt es auch Vorkommen im indonesischen Teil der Insel.
Agathis lenticula gedeiht in Höhenlagen von 1050 bis 1700 Metern. Sie wächst in montanen Regenwäldern die von Buchengewächsen und Flügelfruchtgewächsen dominiert werden. Stellenweise kommt die Art vergesellschaftet mit Agathis borneensis vor.
Agathis lenticula wird in der Roten Liste der IUCN als „gefährdet“ eingestuft. Als Hauptgefährdungsgründe werden die Übernutzung zusammen mit dem kleinen Verbreitungsgebiet genannt. Der Gesamtbestand gilt als rückläufig, wobei keine Schätzung der Bestandsgröße vorliegt.

## Systematik
Agathis lenticula wird innerhalb der Gattung der Kauri-Bäume (Agathis ) der Sektion Agathis zugeordnet.
Die Erstbeschreibung als Agathis lenticula erfolgte 1979 durch David John de Laubenfels in Blumea, Band 25(2), Seite 537.